# Antônio Prado
Antônio Prado är en kommun i Brasilien.   Den ligger i delstaten Rio Grande do Sul, i den södra delen av landet, 1 500 km söder om huvudstaden Brasília. Antalet invånare är 12 837.
I omgivningarna runt Antônio Prado växer i huvudsak städsegrön lövskog. Runt Antônio Prado är det ganska tätbefolkat, med 70 invånare per kvadratkilometer.